# Onchimira
Onchimira is een geslacht van weekdieren uit de klasse van de Gastropoda (slakken).

## Soort
- Onchimira cavifera Martynov, Korshunova, Sanamyan & Sanamyan, 2009